# Commanderie de Bubikon
La commanderie de Bubikon ou maison des chevaliers de Bubikon est une  ancienne commanderie de l'ordre de Saint-Jean de Jérusalem à Bubikon en Suisse. Elle passe pour être la commanderie de Saint-Jean la mieux préservée en Europe. Les bâtiments sont gérés depuis 1938 par la Ritterhausgesellschaft Bubikon, qui y entretien un musée.

## Histoire
En 1192, le comte Diethelm de Toggenbourg donne à l'ordre de Saint-Jean de Jérusalem un terrain à Bubikon. L'établissement qui y est créé occupe bientôt une place importante comme centre administratif régional et subit un dernier agrandissement en 1570. Une petite seigneurie dépend de la commanderie de Bubikon, dont les habitants contribuent au financement de la guerre en Terre sainte.
La commanderie a été supprimée en 1528 (ordre) et 1789 (commanderie). En 1938, les bâtiments sont sauvés par la « Société de la Maison des chevaliers de Bubikon », qui la préserve. Le site héberge un musée moderne de l'histoire des croisades et des ordres de chevalerie.